# 因佩拉特里斯
因佩拉特里斯是巴西马拉尼昂州的一个市镇。总面积1367.9平方公里，总人口236691人，人口密度173人/平方公里。